# Bloomer (vêtement)
Pour les articles homonymes, voir Bloomer.
Un bloomer (anciennement un « pantalon à la turque » pour son inspiration, mais aussi une « culotte » au début du XXe siècle) est un vêtement à l'origine masculin, mis en avant par Libby Miller en 1851, pour permettre aux femmes la pratique du vélo, puis popularisé par Amelia Bloomer qui lui donne son nom définitif. Le bloomer s'inscrit dans le mouvement de réforme vestimentaire apparu au milieu du XXe siècle.

## Historique
Au XIXe siècle, les vêtements (corsets et jupes volumineuses souvent à crinolines) portés par les femmes les contraignent dans leur mouvement. Elles ne peuvent pas se mouvoir, ni pratiquer aisément le vélo.
Aux États-Unis, Elizabeth Smith Miller s'inspire des tenues des femmes du Moyen-Orient pour créer un vêtement qui lui permette la pratique du vélo, sans danger. Elle abandonne le corset. Elle porte un pantalon resserré aux chevilles, sur lequel elle ajoute une jupe raccourcie aux genoux. En 1851, elle se déplace à vélo avec son nouveau costume dans les rues de New York.
Amelia Bloomer dirige The Lily, magazine fait par des femmes pour un public féminin. Elle publie et fait la promotion de ce vêtement qui permet aux femmes de se déplacer à vélo. Elle est parfois créditée pour son invention et le costume prend son nom, même si elle précise qu'elle n'est pas la créatrice de ce vêtement. Rapidement, les femmes qui portent ce costume sont vilipendées et décriées. Elles sont harcelées dans la rue. 
La suffragiste Hannah Tracy Cutler  porte un bloomer au Congrès mondial de la paix à Londres en août 1851.  

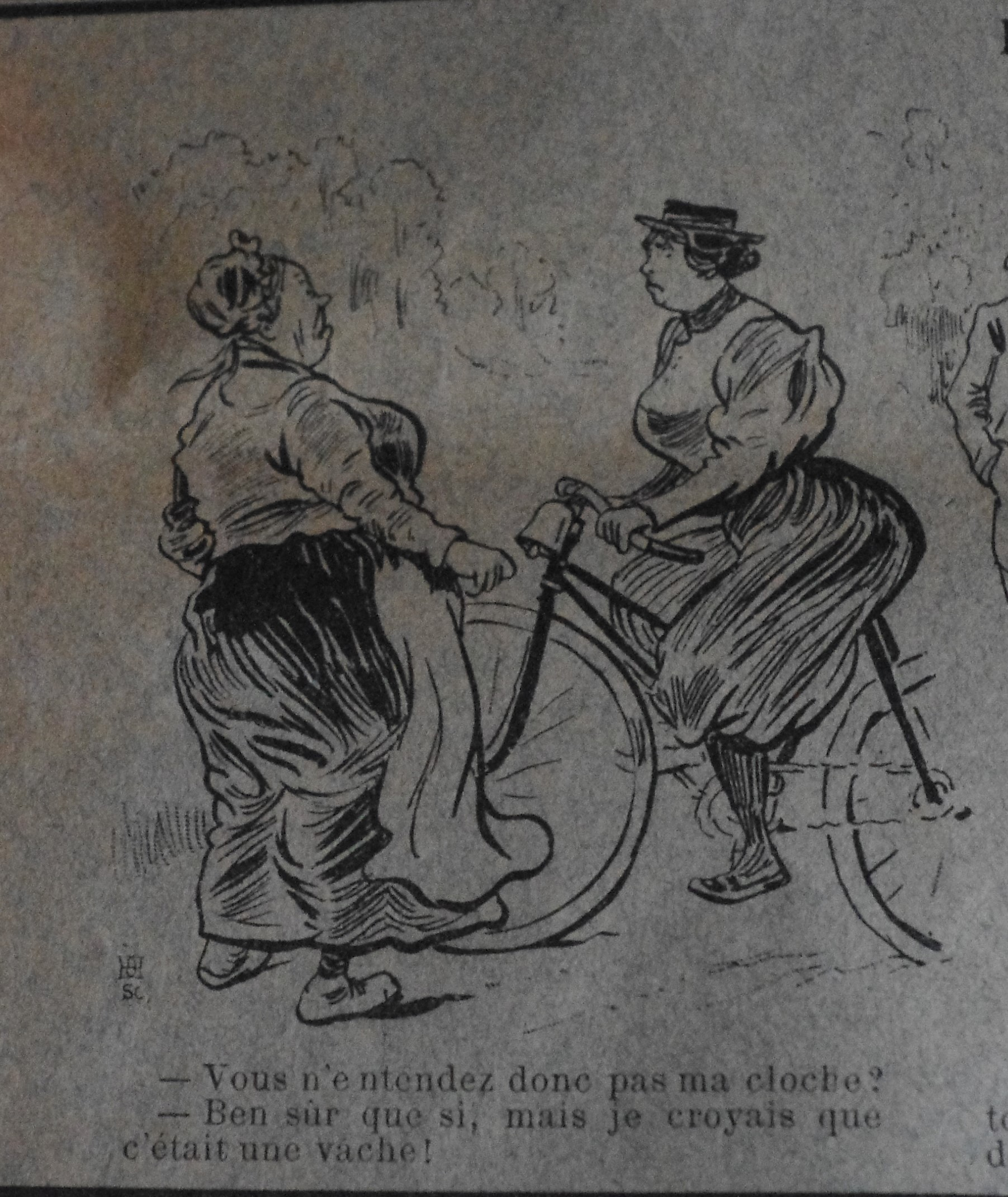
Dessin d'Henriot, dans le journal l'Illustration du 3 Août 1895.

En France, dans les années 1890, le port de « culottes de cycliste » inspirées des bloomers par les femmes de la bourgeoisie est tout d'abord jugé indécent car, depuis le XVIe siècle, chaque sexe doit porter un costume distinct et le pantalon est réservé aux seuls hommes. La tenue de ces sportives fait l'objet de dessins satiriques dans les journaux.  
En Angleterre, en 1896, Miss Carr décède d'une chute à vélo. Sa jupe s'était prise entre les pédales et les rayons de la roue. Les femmes adoptent alors une jupe qui forme capeline sur un pantalon bloomer raccourci. En Angleterre, aussi les femmes sont insultées et agressées.  
Mais si cette « culotte », telle qu'elle est baptisée au départ, ne se répand pas aux États-Unis face aux critiques, elle s'impose en Europe ; dès le début du XXe siècle, les femmes  l’adoptent pour le vélo, l'alpinisme ainsi que certains sports d'hiver. Le bloomer reste cependant le vêtement le plus emblématique de la réforme vestimentaire.

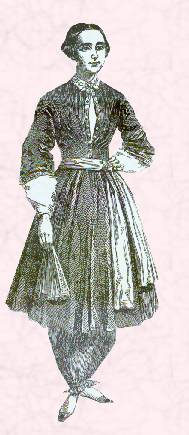
Amelia Bloomer portant le costume « bloomer ».

## Au Japon
Ce terme a été adopté par la langue japonaise sous la forme de buruma (ブルマ), où il possède une connotation éminemment érotique, liée notamment aux adolescentes court vêtues (il est une alternative au concept de pantsu, lui-même dérivé de l'anglais pants). 
Dans le manga Dragon Ball, le nom du personnage Bulma est une référence à ce sous-vêtement. 

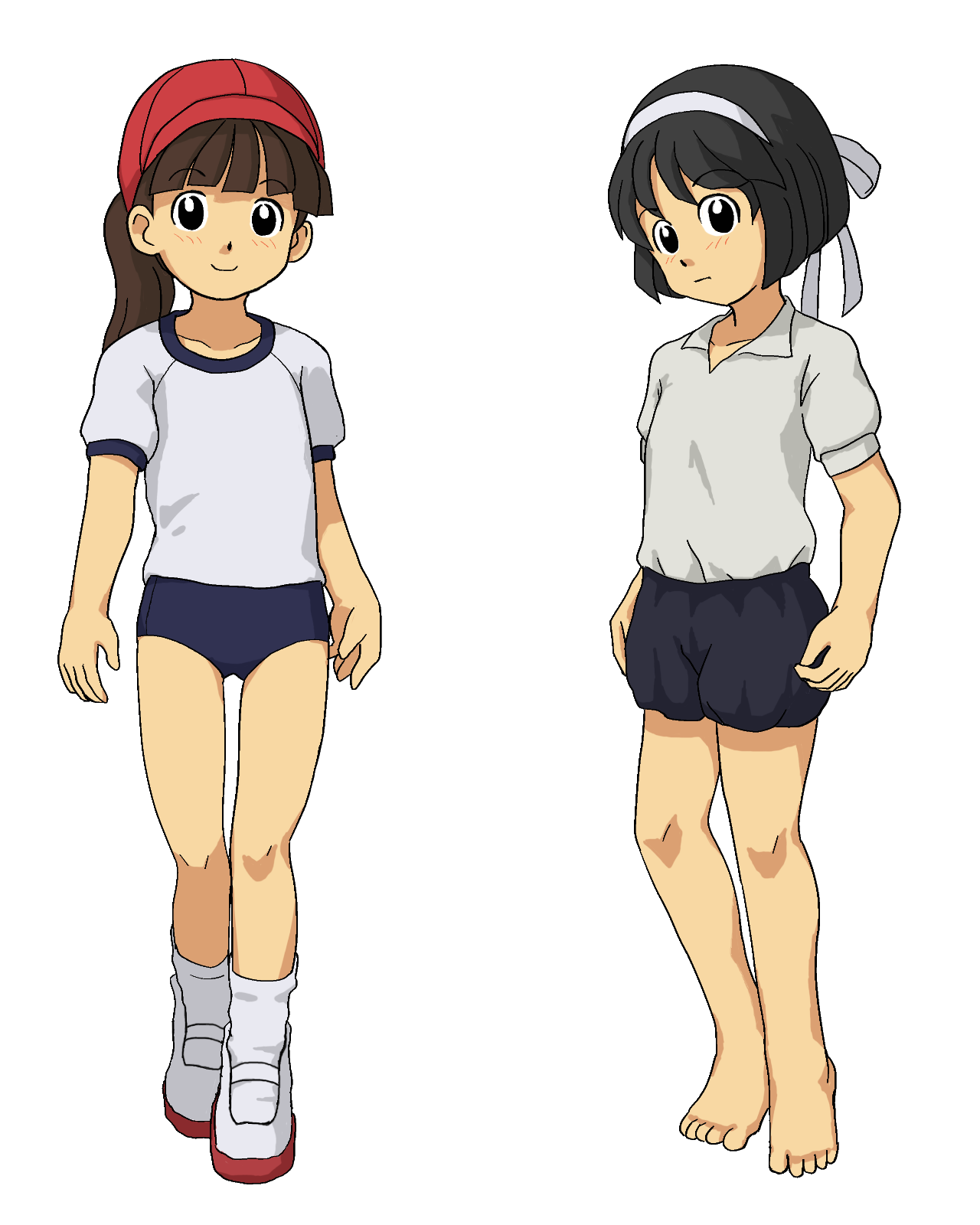
Dessin de bloomers japonais.
Bloomer Asics pour la pratique de l'athlétisme ou du volley-ball.

## Page connexe

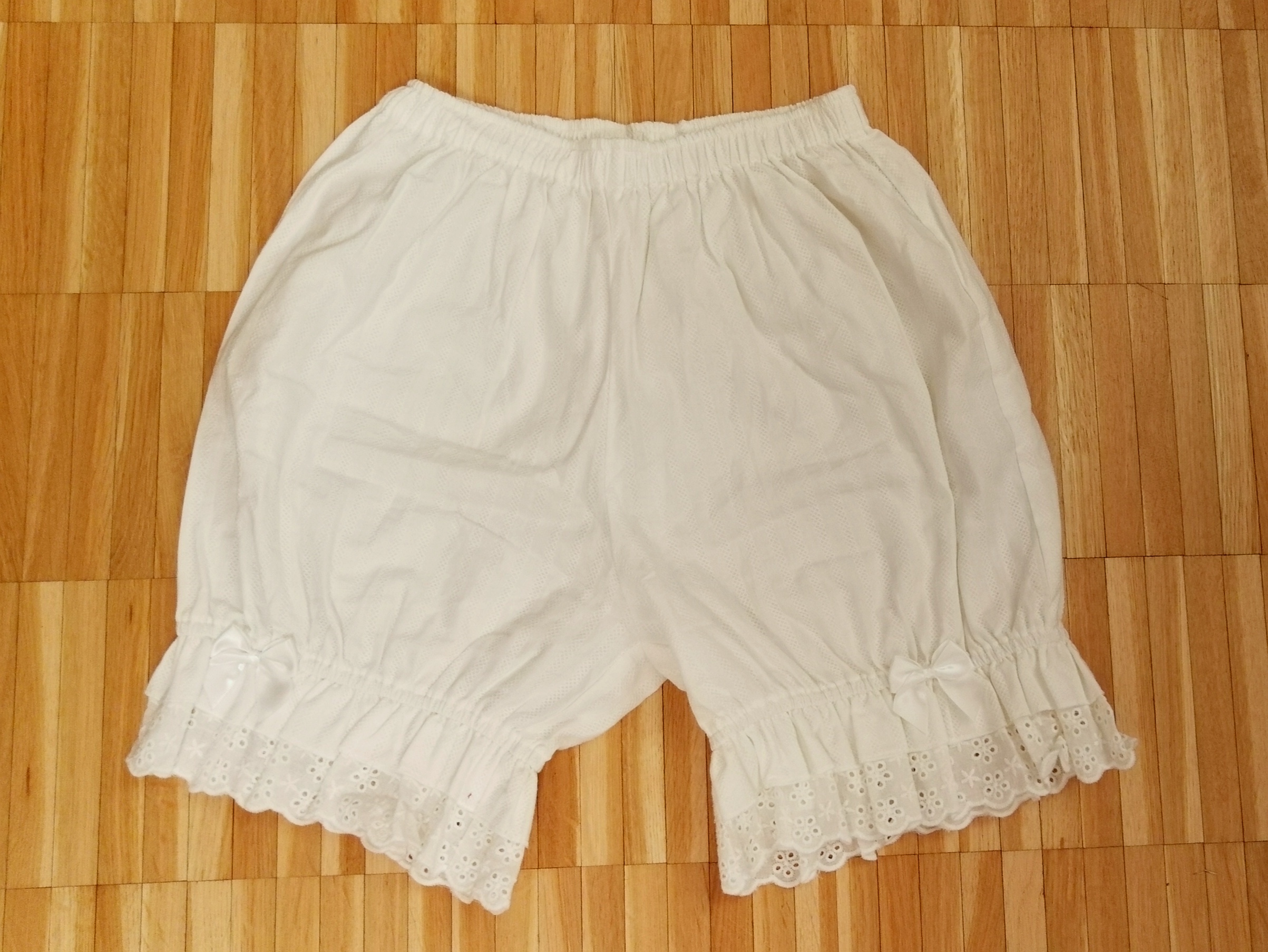
Un bloomer blanc en coton porté dans la mode lolita.

- Réforme vestimentaire